# دانیلا د گیاکومو
دانیِلا آنِتِه دِ گیاکومو دِ جیوانی (به اسپانیایی: Daniela Anette di Giacomo di Giovanni) (زادهٔ ۵ مه ۱۹۸۵ در کاراکاس از خانواده‌ای ایتالیایی‌تبار) مجری، مدل و ملکه زیبایی اهل ونزوئلا است. او در سال ۲۰۰۵ عنوان دوشیزه بین‌الملل ونزوئلا را به دست آورد و در سال ۲۰۰۶ برنده رقابت‌های دوشیزه بین‌الملل دنیا شد.
موفقیت او در چهل و ششمین دوره این رقابت‌ها در پکن، چین پنجمین قهرمانی یک ونزوئلایی در این مسابقات بود.